# Jacques Boulogne
Jacques Boulogne (* 26. Januar 1945) ist ein französischer Klassischer Philologe (Gräzist).
Boulogne wurde 1986 mit einer Dissertation zu Plutarchs Kritik des Epikureismus an der Universität Paris IV-Sorbonne zum docteur d’État promoviert. Er war Professor für griechische Sprache und Literatur an der Université Charles-de-Gaulle Lille III und wissenschaftlicher Mitarbeiter am CNRS in der Abteilung FRE 2537 „Histoire, Archéologie, Littératures des Mondes Anciens“ (HALMA).
Boulogne arbeitet zu Plutarch, insbesondere zu dessen Kritik des Epikureismus, und zur antiken Medizin (insbesondere Galen).

## Schriften (Auswahl)
Monographien
- Plutarque dans le miroir d’Épicure : Analyse d’une critique systématique de l’épicurisme. Presses universitaires du Septentrion, Villeneuve d’Ascq 2003, 2020.
- Plutarque : un aristocrate grec sous l’occupation romaine. Presses universitaires de Lille, Villeneuve-d’Ascq 1994.
- Plutarque et l’épicurisme. Thèse présentée pour le doctorat d’état devant l’université de Paris IV. Ohne Ortsangabe, 1986.

Herausgeberschaften
- Histoire de l’enseignement de la médecine : savoirs, discipline, institution. Études réunies par Jacques Boulogne et Bernard Joly. Université Charles-de-Gaulle-Lille III, Lille 1995

Übersetzungen
- Plutarque. Oeuvres morales. Tome XV, 3e partie: traités 73–75. Trois traités contre Épicure. (= Collection des universités de France, série grecque, 563). Les Belles Lettres, Paris 2024, ISBN 9782251006574.
- Galien, Méthode de traitement. Traduction intégrale du grec et annotation par Jacques Boulogne. Gallimard, Paris 2009.
- Plutarque. Œuvres Morales. Tome IV, Traités 17–19 Conduites méritoires des femmes – Étiologies romaines – Étiologies grecques – Parallèles mineurs. (= Collection des Universités de France, série grecque, 417). Les Belles Lettres, Paris 2002.
- Plutarque, actes vertueux de femmes. Texte et traduction avec une introduction et des notes. Sous la direction de Jean Defradas. 1973.